# 日都迪萨镇
日都迪萨镇，是中华人民共和国四川省凉山彝族自治州普格县下辖的一个乡镇级行政单位。2021年1月12日，撤销吉乐乡、雨水乡、耶底乡和特口乡，设立日都迪萨镇。以原吉乐乡、原雨水乡、原耶底乡、原特口乡、原刘家坪乡二胡村3至6组和原甘天地乡甘天地村、瓦洛村2至5组所属行政区域为日都迪萨镇的行政区域。

## 行政区划
日都迪萨镇下辖以下地区：
大坪村、新民村、新光村、雨水村、甘拉村、西普村、大马口村和新和村。